# أولاد الحاج علي (سيدي احمد الحاج)
أولاد الحاج علي هو دُوَّار يقع بجماعة اجبابرة، إقليم تاونات، جهة فاس مكناس في المملكة المغربية. ينتمي الدوّار لمشيخة سيدي احمد الحاج التي تضم 24 دوار. يقدر عدد سكانه بـ 605 نسمة حسب الإحصاء الرسمي للسكان والسكنى لسنة 2004.

## روابط خارجية
- البوابة الوطنية للجماعات الترابية
- المندوبية السامية للتخطيط